# 王将一代
「王将一代」（おうしょういちだい）は、1955年10月2日公開の日本映画。製作は新東宝。116分。

## 概要
北條秀司が1947年に発表した戯曲『王将』の二度目の映画化である。戯曲版で坂田三吉を演じた辰巳柳太郎、入江名人役の島田正吾など、新国劇のキャストが主要な役を演じている。
戯曲『王将』第1部・第2部・第3部の映画化となる。本来、坂田の死去まで描き二部作で製作する予定だったが、撮影していた後編部分が現像に失敗したこともあり、実現せず、一作にまとめたため、原作の第3部の冒頭での、坂田の弟子が事故で死去する場面（原作では機関車の事故、映画では自動車事故）で終わっている。
1952年、伊藤大輔による阪東妻三郎主演による1948年の映画『王将』の続編『王将一代』を松竹で製作する企画があり、部分的に撮影まで行われたが、阪東の病気により製作中止に。その後、日活でも企画されたが、最終的に新東宝の当作品となった。

## スタッフ
- 監督：伊藤大輔
- 脚色：菊島隆三、伊藤大輔
- 原作：北条秀司
- 製作総指揮：星野和平
- 製作：津田勝二
- 撮影：平野好美
- 美術：松山崇
- 音楽：伊福部昭
- 録音：根岸寿夫
- 照明：佐藤快哉

## キャスト
- 坂田三吉：辰巳柳太郎
- 小春（三吉の妻）：田中絹代
- 玉江（三吉の長女）：木暮実千代
- 君子（三吉の次女）：香川京子
- 宮田（坂田の後援者）：田中春男
- 西村（後援会長）：三島雅夫
- お幸（チンドン屋）：千早隆子
- お近（長屋の女）：久松喜世子
- シゲ（宮田の妻）：外崎恵美子
- 米田（大番頭）：清水彰
- 茂木（宿の手代）：波多昇
- お仲（女将）：初瀬乙羽
- 新やん（蕎麦屋）：秋月正夫
- 馬込（店員）：前田利夫
- 白瀬（新聞記者）：大町正作
- 高山（洋服屋）：最上龍二郎
- 安藤（棋士）：宮本曠二郎
- 勝田（応召者）：勝木啓郎
- 梵崇（若僧）：新居博重
- 忠七（下駄屋）：岡泰正
- 浅見（通信記者）：東大二郎
- 丹波（通信記者）：吉田柳児
- 直松（蝙蝠傘直し）：岡田映一
- 三輪（警防団員）：宮島誠
- 布施（配給所員）：寺津四郎
- 圭やん（詰将棋屋）：河村憲一郎
- 毛利（玉江の亭主）：舟橋元
- 天野（君子の婚約者）：大山克巳
- 金杉子爵：石山健二郎
- 松島五段（坂田の弟子）：中山昭二
- 森川八段（坂田の弟子）：沼田曜一
- 入江名人：島田正吾